# PSMA1
PSMA1 (англ. Proteasome subunit alpha 1) – білок, який кодується однойменним геном, розташованим у людей на короткому плечі 11-ї хромосоми. Довжина поліпептидного ланцюга білка становить 263 амінокислот, а молекулярна маса — 29 556.
| 10         |  | 20         |  | 30         |  | 40         |  | 50         |
| ---------- |  | ---------- |  | ---------- |  | ---------- |  | ---------- |
| MFRNQYDNDV |  | TVWSPQGRIH |  | QIEYAMEAVK |  | QGSATVGLKS |  | KTHAVLVALK |
| RAQSELAAHQ |  | KKILHVDNHI |  | GISIAGLTAD |  | ARLLCNFMRQ |  | ECLDSRFVFD |
| RPLPVSRLVS |  | LIGSKTQIPT |  | QRYGRRPYGV |  | GLLIAGYDDM |  | GPHIFQTCPS |
| ANYFDCRAMS |  | IGARSQSART |  | YLERHMSEFM |  | ECNLNELVKH |  | GLRALRETLP |
| AEQDLTTKNV |  | SIGIVGKDLE |  | FTIYDDDDVS |  | PFLEGLEERP |  | QRKAQPAQPA |
| DEPAEKADEP |  | MEH        |  |            |  |            |  |            |

A: Аланін

C: Цистеїн

D: Аспарагінова кислота

E: Глутамінова кислота

F: Фенілаланін

G: Гліцин

H: Гістидин

I: Ізолейцин

K: Лізин

L: Лейцин

M: Метіонін

N: Аспарагін

P: Пролін

Q: Глутамін

R: Аргінін

S: Серин

T: Треонін

V: Валін

W: Триптофан

Кодований геном білок за функціями належить до гідролаз, протеаз, треонінових протеаз, фосфопротеїнів. 
Задіяний у таких біологічних процесах, як імунітет, ацетилювання, альтернативний сплайсинг. 
Локалізований у цитоплазмі, ядрі.